# واحدهای حافظه رایانه
واحدهای دیتا حافظه:
1. Bit (بیت): بیت کوچک ‌ترین واحد حافظه است که فقط دو مقدار صفر (۰) یایک (۱) را می‌توان در آن ذخیره کرد.[۲]
2. Nibble (نیبل): معمولاً به مجموعهٔ ۴ بیت که کنار هم قرار گرفته باشند یک نیبل گفته می‌شود.
3. Byte (بایت): هر بایت معمولاً برابر ۸ بیت است، معمولاً حجم هر نویسهٔ غیر یونی‌کد (نویسه یعنی رقم‌ها، حروف یا علامت‌ها) برابر یک بایت است، به عبارتی هر نویسهٔ ساده یک بایت فضا اشغال می‌کند.
4. KB (کیلوبایت): هر کیلوبایت برابر ۱۰۰۰ بایت است، به عبارتی هر کیلوبایت برابر ۱۰۳ بایت است.
5. KiB (کیبی بایت): هر کیبی‌بایت برابر ۱۰۲۴ بایت است، به عبارتی هر کیبی‌بایت برابر ۲۱۰ بایت است.
6. MB (مگابایت): هر مگابایت برابر ۱۰۰۰ کیلوبایت است، به عبارتی هر مگابایت برابر ۱۰۳ کیلوبایت است.
7. MiB (مبی‌بایت): هر مبی‌بایت برابر ۱۰۲۴ کیبی‌بایت است، به عبارتی هر مبی‌بایت برابر ۲۱۰ کیبی‌بایت (۲۲۰ بایت) است.
8. GB (گیگابایت): هر گیگابایت برابر ۱۰۰۰ مگابایت است، به عبارتی هر گیگابایت برابر ۱۰۳ مگابایت است.
9. GiB (گیبی‌بایت): هر گیبی‌بایت برابر ۱۰۲۴ مبی‌بایت است، به عبارتی هر گیبی‌بایت برابر ۲۱۰ مبی‌بایت است.
10. TB (ترابایت): هر ترابایت برابر۱۰۲۴ گیگابایت است، به عبارتی هر ترابایت برابر۱۰۳ گیگابایت است.
11. TiB (تبی‌بایت): هر تبی‌بایت برابر ۱۰۲۴ گیبی‌بایت است، به عبارتی هر تبی‌بایت برابر ۲۱۰ گیبی‌بایت است.
12. PB (پتابایت): هر پتابایت برابر ۱۰۰۰ ترابایت است، به عبارتی هر پتابایت برابر ۱۰۳ ترابایت است.
13. PiB (پبی‌بایت): هر پبی‌بایت برابر ۱۰۲۴ تبی‌بایت است، به عبارتی هر پبی‌بایت برابر ۲۱۰ تبی‌بایت است.
14. EB (اگزابایت): هر اگزابایت برابر ۱۰۰۰ پتابایت است، به عبارتی هر اگزابایت برابر ۱۰۳ پتابایت است.
15. EiB (اگزبی‌بایت): هر اگزبی‌بایت برابر ۱۰۲۴ پبی‌بایت است، به عبارتی هر اگزبی‌بایت برابر ۲۱۰ پبی‌بایت است.
16. ZB (زتابایت): هر زتابایت برابر ۱۰۰۰ اگزابایت است، به عبارتی هر زتابایت برابر ۱۰۳ اگزابایت است.
17. ZiB (زبی‌بایت): هر زبی‌بایت برابر ۱۰۲۴ اگزبی‌بایت است، به عبارتی هر زبی‌بایت برابر ۲۱۰ اگزبی‌بایت است.
18. YB (یوتابایت): هر یوتابایت برابر ۱۰۰۰ زتابایت است، به عبارتی هر یوتابایت برابر ۱۰۳ زتابایت است.
19. YiB (یوبی‌بایت): هر یوبی‌بایت برابر ۱۰۲۴ زبی‌بایت است، به عبارتی هر یوبی‌بایت برابر ۲۱۰ زبی‌بایت است.
20. MOB (موتابایت): هر موتابایت برابر ۲۱۰ یا ۱۰۳ نتا بایت است، به عبارتی هر موتابایت برابر ۱۲۸ یا ۱۲۵ نتا است.
21. SB (سوتابایت): هر سوتابایت برابر ۱۰۰۰ یوتابایت است، به عبارتی هر سوتابایت برابر ۱۰۳ یوتابایت است.
22. SiB (سوبی‌بایت): هر سوبی‌بایت برابر ۱۰۲۴ یوبی‌بایت است، به عبارتی هر سوبی‌بایت برابر ۲۱۰ یوبی‌بایت است.
23. SHB (شرتابایت): هر شرتی بایت برابر ۱۰۰۰ سوتابایت است، به عبارتی هر شرتی بایت برابر ۱۰۳ سوتابایت است.
24. STB (شرتی بایت): هر شرتابایت برابر ۱۰۲۴ سوبی‌بایت است، به عبارتی هر شرتابایت برابر ۲۱۰ سوبی‌بایت است.

1. Kb (کیلوبیت): هر کیلوبیت برابر ۲۱۰ یا ۱۰۳ بیت است، به عبارتی هر کیلوبیت برابر ۱۲۸ یا ۱۲۵ بایت است.
2. Mb (مگابیت): هر مگابیت برابر ۲۲۰ یا ۱۰۶ بیت است، به عبارتی هر مگابیت برابر ۱۲۸ یا ۱۲۵ کیلوبایت است.
3. Gb (گیگابیت): هر گیگابیت برابر ۲۳۰ یا ۱۰۹ بیت است، به عبارتی هر گیگابیت برابر ۱۲۸ یا ۱۲۵ مگابایت است.
4. Tb (ترابیت): هر ترابیت برابر ۲۳۰*۱۰۳ یا ۱۰۱۲ بیت است، به عبارتی هر ترابیت برابر ۱۲۵ گیگابایت است.[۳]

حرف b نشان دهنده Bit است اما حرف B نشان دهنده Byte است.
معمولا ما از واحد های همچون مگابایت،گیگابایت و ترابایت استفاده میکنیم
واژه(کیلو)به معنای هزار است در نتیجه هزار بایت برابر است با یک کیلوبایت
و اما امروزه انسان ها توانستند تا بیشتر واحد هارا در زندگی روز مره استفاده کنند مانند ترا بایت حداکثر واحدی بود که در هارد درایو ها و فلش مموری ها استفاده میشد.
1. ↑  «Definitions of the SI units: The binary prefixes». physics.nist.gov. دریافت‌شده در ۲۰۲۳-۰۵-۰۹.
2. ↑  http://www.nazweb.ir/177520-computer-storage-units.html
3. ↑  «نسخه آرشیو شده». بایگانی‌شده از اصلی در ۳۰ اكتبر ۲۰۲۰. دریافت‌شده در ۱۲ اوت ۲۰۲۰. تاریخ وارد شده در |archive-date= را بررسی کنید (کمک)